# Virasat-e-Khalsa
Virasat-e-Khalsa es un museo del sijismo, ubicado en la ciudad santa de Anandpur Sahib, cerca de Chandigarh, la capital del estado de Punjab, India. El museo celebra los 500 años de la historia sij y el 300 aniversario del nacimiento de Khalsa, basado en las escrituras escritas por el décimo y último gurú humano, Gurú Gobind Singh. El museo sirve para atraer turistas y peregrinos. Esto da como resultado una consulta entre la religión y la necesidad emergente en el entorno de la construcción. Por un lado, promueve la artesanía a los lugareños, además de fomentar un sentido de herencia, además de que recuerda al infinito por la interferencia volumétrica del horizonte existente, es otra fase de un dilema urbanístico visible.

## Estructura

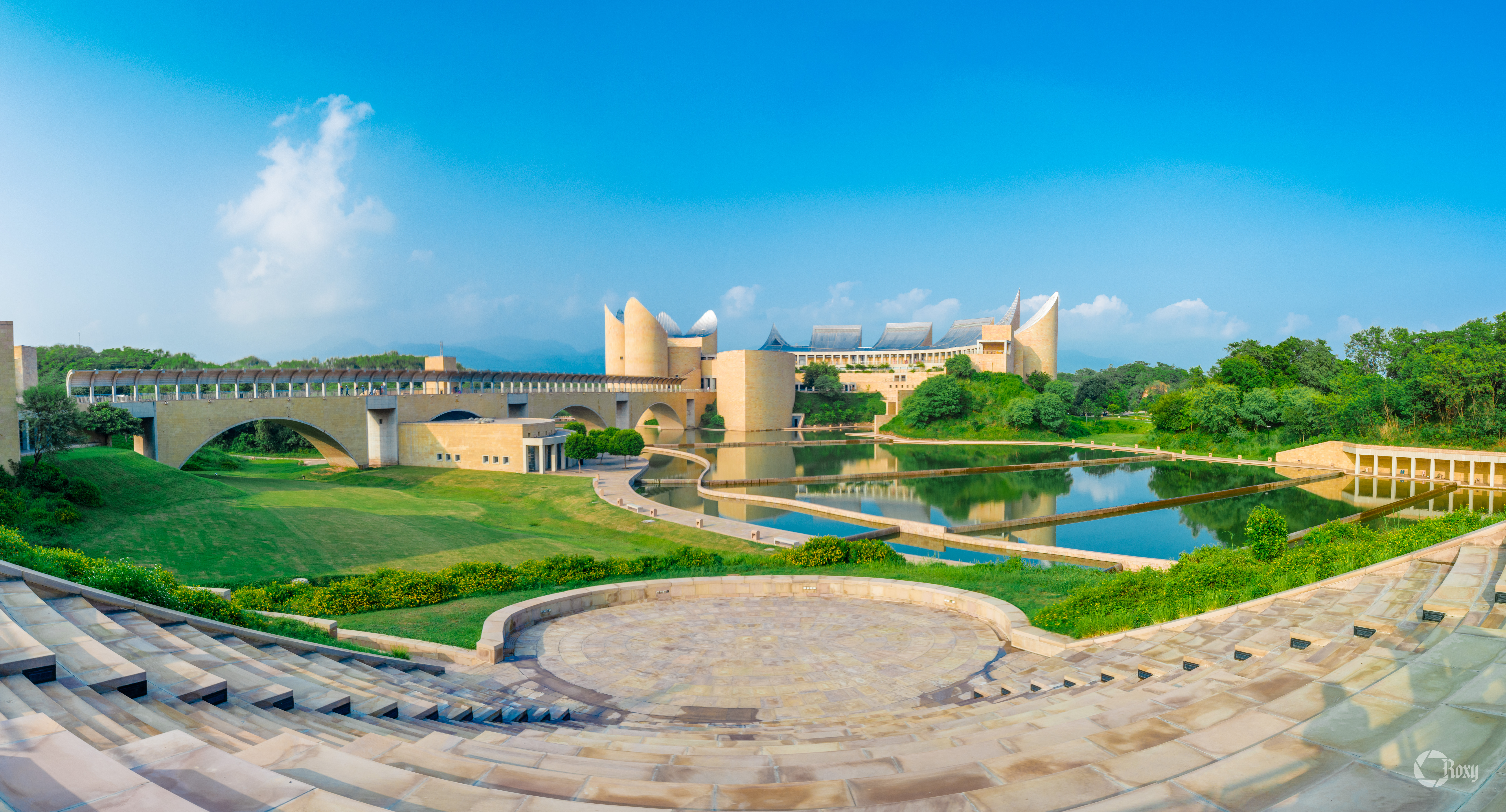
Foto del museo.

Hay dos complejos a cada lado de un barranco, conectados por un puente ceremonial:
- El complejo occidental más pequeño incluye una plaza de entrada, un auditorio con capacidad para 400 asientos, una biblioteca de investigación y referencia de dos pisos y galerías de exhibición cambiantes.
- El complejo oriental contiene un edificio conmemorativo redondo, así como un amplio espacio de exposición permanente, que consta de dos grupos de galerías que intentan evocar la arquitectura de la fortaleza de la región (más evidente en un Gurudwara cercano) y forman una silueta dramática contra el acantilado circundante. terreno. La reunión de las galerías en grupos de cinco refleja las Cinco Virtudes, un tenente central del sijismo.

Los edificios están construidos con hormigón vertido in situ; algunas vigas y columnas permanecen expuestas, aunque gran parte de las estructuras estarán revestidas con una piedra local de color miel. Los tejados están revestidos de acero inoxidable y presentan una doble curvatura: recogen y reflejan el cielo mientras que una serie de presas en el barranco crean charcos que reflejan todo el complejo por la noche.

## Número de visitantes
El número de visitantes ha batido récords ya que el museo ha sido reconocido como el museo más visitado del subcontinente indio. La cantidad de visitantes del 20 de marzo de 2019 fueron las más registradas para un museo en la India.
Más de 10 millones de personas lo han visitado desde sus inicios hace 8 años.